# Yōgakushi Gakkai

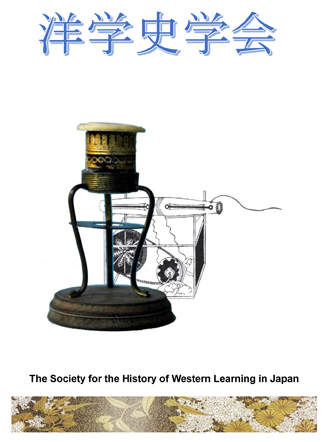
Deckblatt des Informationsblatts der Gesellschaft mit einem japanischen Elektrisiergerät (erekiteru) und einem Mini-Mikroskop (mijinkyō)

Yōgakushi Gakkai (jap. 洋学史学会 englisch The Society for the History of Western Learning in Japan) ist eine 1991 gegründete wissenschaftliche Gesellschaft in Japan zur Erforschung der japanischen „West-Studien“ (洋学 Yōgaku) der Frühen Neuzeit.
Die Gesellschaft ging aus einer  „Forschungsgruppe zu Materialien der Hollandkunde“ (蘭学資料研究会 Rangakushiryō Kenkyūkai) hervor, die seit Mitte der 1950er Jahre aktiv war und mehr oder minder regelmäßig Materialien (蘭学資料研究会研究報告 Rangakushiryō Kenkyūkai Kenkyūhōkoku) als Hektographie-Druck verbreitete. Viele ihrer Mitglieder sind zugleich in speziellen Gesellschaften und Forschungsgruppen zur Wissenschaftsgeschichte (Nihon Kagakushi Gakkai), zur Geschichte der Medizin (Nihon Ishi Gakkai), der Pharmazeutik (Nihon Yakushi Gakkai), der Psychiatrie (Nihon Seishinigakushi Gakkai), der Mathematik (Nihon Sūgakushi Gakkai) u. a. m. aktiv.
Im Zentrum steht die Erforschung des westlichen Einflusses auf Japan seit der zweiten Hälfte des 16. Jahrhunderts bis zur zweiten Hälfte des 19. Jahrhunderts und die Verbreitung des Wissens über diese Entwicklung. Die Gesellschaft engagiert sich zu diesem Zweck in der Erschließung relevanter Quellen, von denen ein beachtlicher Teil im Besitz regionaler Familien schlummert.
Zu den festen Jahresveranstaltungen zählen neben den Monatstreffen mit wissenschaftlichen Referaten zwei Symposien (Mai und September). Die Gesellschaft unterstützt zudem Ausstellungen und Vortragsveranstaltungen und arbeitet eng mit historisch orientierten Gesellschaften zusammen. 

## Publikationen der Gesellschaft
- Yōgaku - Annals of the Society of the History of Western Learning (洋学, seit 1993)
- Yōgakushi Tsūshin (洋学史通信 ‚Aktuelle Mitteilungen der Gesellschaft‘)